# Marcelle de Manziarly
Marcelle de Manziarly, née le 13 septembre 1899 à Kharkiv (Ukraine) et morte le 12 mai 1989 à Ojai (Californie), est une pianiste, professeur de musique, cheffe d'orchestre et compositrice française.
La musique de Manziarly repousse considérablement les limites de la tonalité, en utilisant des procédés tels que le sérialisme et la polytonalité.

## Biographie
Marcelle de Manziarly, compositrice, chef d'orchestre et pianiste d'origine russe, naît à Kharkov, en Ukraine, le 13 octobre 1899. Troisième enfant d'Étienne et Irma de Manziarly, elle s'installe avec sa famille à Paris en 1905. C'est là qu'elle rencontre Nadia Boulanger, qui devient sa mentore dès 1911. Sous son égide, Marcelle étudie le piano, l'harmonie et le contrepoint, un enseignement qui marquera profondément son œuvre. La première de ses compositions majeures, un Quatuor à cordes daté de 1915, est dédiée à Boulanger, symbole d’une amitié durable.
Très tôt, la jeune Marcelle fait preuve d'une grande curiosité pour les cultures étrangères, ce qui la conduit à entreprendre un voyage marquant en Inde en 1924. Elle y rencontre des personnalités de premier plan comme Mahatma Gandhi et Rabindranath Tagore, et vit ce séjour comme une "période de grand travail spirituel". Ce voyage inspirera une partie de sa production musicale, notamment sa Suite asiatique, où elle s’efforce d’intégrer les éléments de la culture indienne.
Dans les années 1930, de retour en Europe, elle s'intègre pleinement aux cercles artistiques de Paris. Elle fréquente le salon de Marie-Blanche de Polignac, un lieu incontournable de la vie musicale de l'entre-deux-guerres, où elle croise des figures comme Francis Poulenc, Germaine Tailleferre, ou Pierre Bernac. C'est également dans ce cadre qu'elle reçoit des commandes importantes, comme celle de la princesse Edmond de Polignac, qui l’amène à composer trois duos pour soprano et piano.
Au début de la Seconde Guerre mondiale, Marcelle de Manziarly émigre aux États-Unis, où elle poursuit sa carrière, notamment en tant que cheffe de chœur à l'École française de Middlebury et en dirigeant des concerts à Mount Holyoke College. Elle tisse des liens avec des compositeurs américains tels qu’Aaron Copland et Igor Stravinsky, ce dernier lui rendant visite à Hollywood à plusieurs reprises. À New York, elle poursuit aussi ses études musicales, en particulier le piano auprès d’Isabelle Vengerova.
Sa musique, résolument moderne, repousse les frontières de la tonalité. Elle exploite des techniques comme le sérialisme et la polytonalité, et son œuvre inclut de nombreuses pièces pour orchestre, musique de chambre, et même un opéra de chambre, *La Femme en Flèche* (1954), sur un livret de Nadine Lefébure. Sa composition *Périple* pour hautbois et piano, écrite en 1972 pour René Daraux, fait également partie de ses dernières créations. Sa production reflète sa profonde connexion à la culture russe, héritée de sa mère, comme en témoignent des œuvres comme *Trois atmosphères slaves*.
À partir de la fin des années 1940, après la guerre, Marcelle de Manziarly retourne fréquemment à Paris tout en continuant à partager sa vie entre la France et les États-Unis. Elle compose et dirige, notamment sa *Musique pour orchestre* pour le festival d’Ojai (1950), tout en maintenant son enseignement de la composition.
Marcelle de Manziarly s’éteint en 1989 à Ojai, en Californie, à l’âge de 89 ans. Son œuvre, vaste et éclectique, témoigne de son engagement pour l’avant-garde musicale et de son esprit infatigable de voyageuse et de créatrice. Les archives de Manziarly, comprenant lettres et manuscrits, sont conservées à la Bibliothèque nationale de France à Paris et à la Huntington Library à San Marino, en Californie.
Aaron Copland lui dédie sa chanson Heart, on va l'oublier,.

## Œuvres
- Six Études (pour Piano)
- Trois Images Esclaves
- Impressions de mer
- Sonate pour Notre-Dame de Paris pour orchestre
- Sonate pour deux pianos
- Musique pour orchestre
- Trilogue pour violon, violoncelle et piano (1977)
- Incidences
- La Cigale et la Fourmi (Trois Fables de La Fontaine) (Texte: Jean de La Fontaine) (1935)
- La grenouille qui veut se faire aussi grosse que le bœuf (Trois Fables de La Fontaine) (Texte: Jean de La Fontaine) (1935)
- L'oiseau béni d'une flèche (Trois Fables de La Fontaine) (Texte : Jean de La Fontaine) (1935)
- Le Cygne et le cuisinier (texte de Jean de La Fontaine) pour quatuor vocal mixte et piano (1959)
- Trois Sonnets de Pétrarque pour baryton et piano (Textes : Petrarca) (1958 à 1960)